# Martijn Kamps
Martijn Kamps (Rolde, 4 februari 1987) is een Nederlands voetballer. Hij speelde voor FC Emmen.  Hij speelt het vaakst op het middenveld, maar incidenteel wordt hij ook wel is in de verdediging opgesteld. Nadat hij in zijn eerste seizoen als talent doorbrak kreeg hij al snel last van blessures waardoor hij in zijn eerste 3 seizoenen in de eerste selectie slechts 5 wedstrijden speelde. In het seizoen 2007/2008 was hij voor het eerst een lange periode blessurevrij wat resulteerde in 18 wedstrijden en bovendien een basisplaats in het team van trainer Gerry Hamstra. In de thuiswedstrijd van FC Emmen tegen TOP Oss maakte hij zijn eerste goal in het betaalde voetbal.
| Seizoen   | Club     | Competitie     | Wedstrijden | Goals |
| --------- | -------- | -------------- | ----------- | ----- |
| 2004/2005 | FC Emmen | Jupiler League | 3           | 0     |
| 2005/2006 | FC Emmen | Jupiler League | 2           | 0     |
| 2006/2007 | FC Emmen | Jupiler League | 0           | 0     |
| 2007/2008 | FC Emmen | Jupiler League | 26          | 1     |
| 2008/2009 | FC Emmen | Jupiler League | 9           | 0     |